# Landhuis Jan Kok

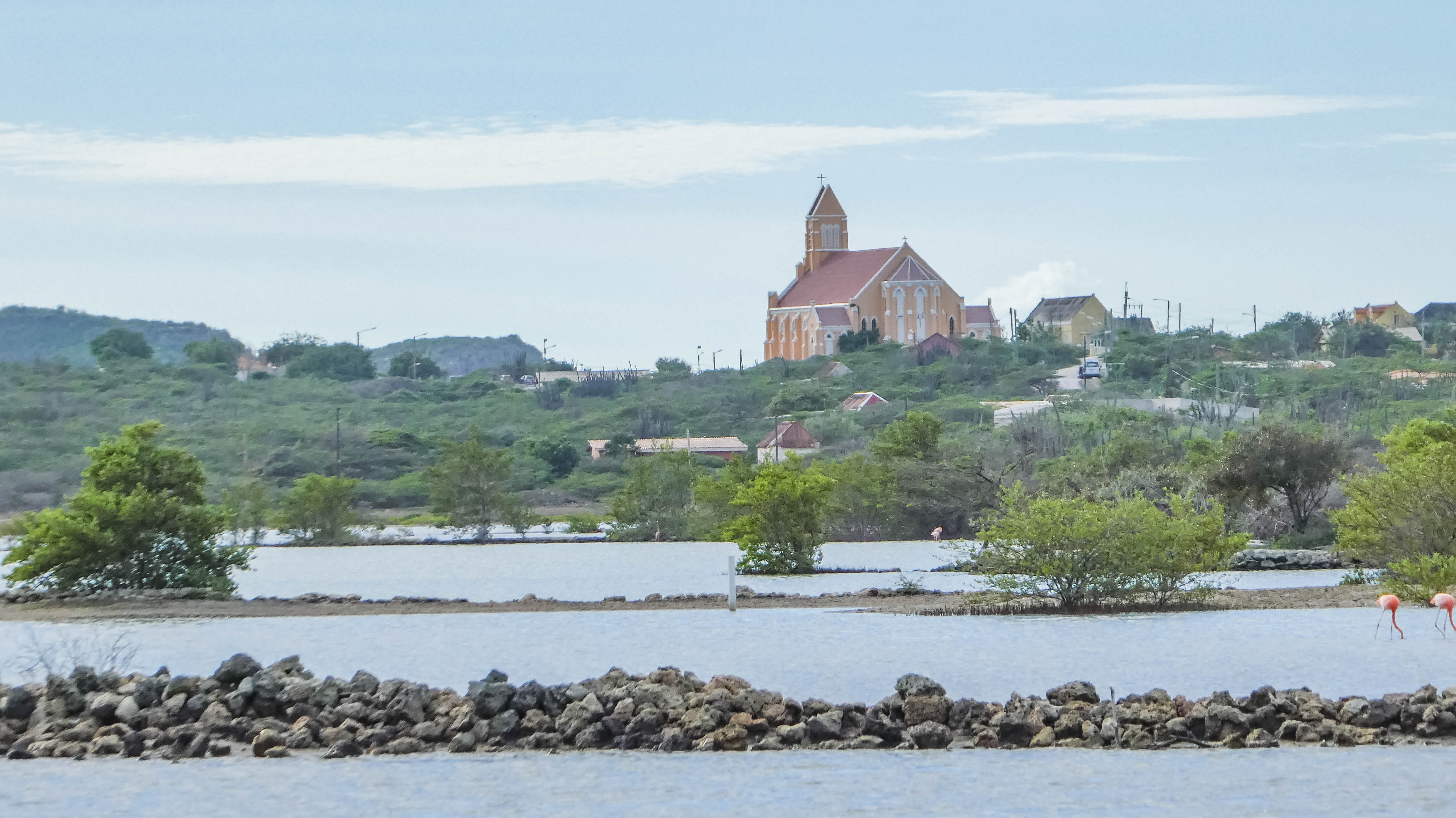
Zoutpannen met foeragerende flamingo's bij Jan Kok

Landhuis Jan Kok (ook wel Jan Kock, Arriankok en Zevenhuizen genoemd) is een voormalig plantagehuis in Curaçao. Het ligt op een heuvel bij Sint Willibrordus en kijkt uit op de zoutpannen van Rif Sint Marie met zijn flamingokolonies. Het is een van de oudste en mooiste landhuizen van Curaçao, nu in gebruik als kunstgalerie.

## De plantage
Plantage Jan Kok werd in het begin van de achttiende eeuw aangelegd. In totaal was hij 345 hectare groot. Er werden bomen geplant voor het garnizoen en vee gehouden. Na 1832 begon de winning van zout in de baai van Rif Sint Marie en in 1910 produceerde de plantage zestienduizend vaten zout. Daarnaast werd er akkerbouw en veeteelt beoefend. Rond 1860 werkten op de plantage meer dan honderd tot slaaf gemaakten.

## Het landhuis
Het oorspronkelijke landhuis werd rond 1705 gebouwd door Adriaan (of Arian) Kock. Zijn naam werd verbasterd tot Jan Kock. Hij arriveerde in 1675 op Curaçao en was een van de eerste kolonisten van het eiland. Hij woonde lange tijd met zijn dochter en schoonzoon in het landhuis. Nadat zijn dochter was gestorven, kreeg hij het beheer van de plantage in handen.
Het werk in de zoutpannen was extreem zwaar, en veel tot slaaf gemaakten werden na verloop van tijd blind door het felle reflecterende zonlicht. Jan Kock was een wrede slavenmeester. Veel mensen geloven dat zijn kwade geest nog altijd bij het landhuis ronddwaalt.
Aan het einde van de 18de eeuw werd bij een grote brand veel schade aangericht en daarna kwam het landhuis in verval. Alleen het magasina (magazijn) uit de achttiende eeuw staat er nog.
Het huidige landhuis dateert uit circa 1840, toen het werd herbouwd door Carel Zacharias de Haseth. Het ligt hoog op een terras met borstwering. Het centrale deel heeft een hoog zadeldak met rode dakpannen en twee dakkapellen aan iedere zijde, en galerijen aan weerszijden. De gevels zijn strak met puntgevels en een rechte aftopping. De keuken ligt in de noordwesthoek, bijgebouwen en magasina’s bevinden zich aan de noord- en westzijde. Op het terras aan de zuidzijde bevindt zich een slavenbel.
In 1961 is het huis gerestaureerd met medewerking van architect Alexenko. Het werd een populaire uitgaansgelegenheid met een museum, dansvloer en wijnkelder. Sinds 1999 is de plantage met het landhuis en de zoutpannen eigendom van Stichting Monumentenzorg Curaçao.
Het landhuis is van architectonische en historische waarde als buitenverblijf met een centraal gedeelte en galerijen die typisch zijn voor Curaçao, de unieke magasina, de waterput onder het terras en de voorraadkamer.
Van 2002 tot haar overlijden in 2017 had de lokale kunstenaar en voormalig Miss Curaçao Nena Sanchez haar atelier en galerie in Landhuis Jan Kok. Haar galerie wordt sindsdien gerund door haar zus Ana.